# Люценко Юхим Петрович
Юхи́м Петро́вич Люце́нко (рос. Люценко Ефим Петрович, нар.12 жовтня 1776, Янівка, Чернігівська сотня, Чернігівський полк, Гетьманщина — пом.28 грудня 1854, Санкт-Петербург) — український агроном, письменник, перекладач, статський радник.

## Життєпис
Народився 12 жовтня 1776 року в сім'ї янівського православного священика. 1791 закінчив Чернігівську духовну семінарію.
1793 — закінчив Кадетський корпус у Шклові.
1799 — закінчив Імператорський Московський університет з отриманням звання дійсного студента.
Не зважив на поради університетського керівництва залишитися, щоб займатися літературою, та вступив 27 квітня 1799 до Практичної школи землеробства поблизу Царського села, де в числі 7 студентів, замовлених Найвищим указом, навчався за державний рахунок.

### Службова діяльність
31 липня 1800 — чин колезький реєстратор.
12 липня 1801 — призначений наставником курсу хліборобства.
27 жовтня 1803 — переведений у департамент земель та нерухомого майна, які належали царській сім'ї.
1 лютого 1806 — переведений у господарський підрозділ медико-філантропічного комітету заступником постійного (головного) секретаря із збереженням належності до департаменту земель та нерухомого майна, які належали царській сім'ї.
З 16 липня 1808 — у чині титулярний радник завідувач першого столу в другому підрозділі департаменту земель та нерухомого майна, які належали царській сім'ї.
20 січня 1809 — звільнений з медико-філантропічного комітету із залишенням у департаменті земель та нерухомого майна, які належали царській сім'ї
8 серпня 1811 — переведений у Імператорський царськосільський ліцей першим секретарем господарського правління, ймовірно, за рекомендацією тестя директора ліцею Василя Федоровича Малиновського — протоієрея Андрія Панасовича Самбірського, який був першим керівником Практичної школи землеробства.
28 жовтня 1811 — отримує чин колезький асесор.
20 серпня 1813 — переведений завідувачем столу в загальній канцелярії військового міністра.
Одночасно 1814 стає членом комітету та хранителем бібліотеки і архіву Імператорського вільного економічного товариства.
8 січня 1816 року у чині 7 класу переведений комісіонером до провіантського штату і 1816 року стає членом Санкт-Петербурзького Провіантського Депо.
Займає посаду вченого секретаря у інженерному підрозділі Військового вченого комітету при Головному штабі у 1820—1824 роках у чині надвірний радник, у 1824—1829 роках у чині чиновника 6 класу, у 1830—1831 роках у чині чиновника 5 класу.

### Літературна діяльність
Починає із співробітництва 1792 з журналами «Дело от безделья», «Прохладные часы», 1799 року — у першій частині «Ипокрены», 1805 року — у «Журнале для пользы и удовольствия», де розмістив велику кількість віршованих та прозових п'єс як власних, так і перекладних з давніх та нових мов.
Переклав трагедію Шиллера «Марія Стюарт», вистави якої пройшли 1810 року в обох театрах Санкт-Петербурга.
Один з фундаторів Санкт-Петербурзького вільного товариства любителів російської літератури.
Друковані видання:
- «Похищение Прозерпины наизнанку», у 3-х піснях. М., 1794. 2-е видання СПб.,1805.(рос. дореф.)
- «Ода на прибытие государя императора Павла Петровича в Москву для всерадостного коронования», М., 1797.(рос. дореф.)
- «Наука любить», М. 1798. Переклад з фр.(рос. дореф.)
- «Благодарность его превосходительству, д. с. с. и кавалеру, медицины доктору Самойловичу в городе Николаеве», 1804.(рос. дореф.)
- Фіндлетер «Собрание кратких экономических сочинений, основанных на опытах и практике славнейших английских фермеров», у 2-х част., Переклад з фр. 1806.(рос. дореф.)
- «Европейскій Музей», періодичне видання, 1809.(рос. дореф.)
- «Жизнь Екатерины I», СПб, 1809.(рос. дореф.)
- «Полная новейшая французская грамматика», СПб., 1811.(рос. дореф.)
- Франсуа Гільйом Дукре-Думініль «Яшенька и Жоржетта, или Приключение двух младенцев, обитавших на горе». Переклад з фр.(рос. дореф.)
- «Царь Иван Васильевич Грозный на звериной охоте», 1816.
- «Чеслав», 1818.(рос. дореф.)
- Іоан Масон «О познании самого себя», 1819. Переклад з нім.(рос. дореф.)
- Франсуа Фенелон «Странствование Телемака», 1822. Переклад з фр.(рос. дореф.)
- Джон Мілтон «Потерянный рай», СПб., 1824. Переклад з англ.(рос. дореф.)
- Крістоф Мартін Віланд «Вастола, или Желания. Повесть в стихах, соч. Виланда. В 3-х ч. Изд. А. Пушкиным». 1835. Переклад з нім. від 1807 р.(рос. дореф.)
- «Путешествие в Азиатскую Грецию», у 2-х част., М. Переклад з фр.(рос. дореф.)
- Фрідріх Август Людвіг фон Бургсдорф «Руководство к надежному воспитанию и насаждению иностранных и домашних дерев, которые в Германии, равномерно в средней и южной части России на свободе произрастать могут», у 2-х част., СПб., 1801—1803. Переклад з нім.(рос. дореф.)
- «11-я песнь Энеиды на изнанку», СПб.(рос. дореф.)

Не видані рукописи:
- «Сельская экономия для дам», ч. I, з кресленням.(рос. дореф.)
- «Избранные места и краткие поэмы из лучших древних и новых иностранных писателей, стихами».(рос. дореф.)
- Овідій «Виховання» у 4-х піснях. З IX част. Героїд. Переклад видання Дората з фр.(рос. дореф.)
- Систематическая выписка из 24-х частей Трудов С.-Петербургского Имп. Вольного Экономического общества".(рос. дореф.)

### Нагороди
- орден Святої Анни 4 ступеня (21 листопада 1810)[26];

### Останні роки життя
1843 року у чині статський радник пішов у відставку.
1844 року внесений у дворянську родовідну книгу
Помер 28 грудня 1854. Похований на Смоленському кладовищі.

## Сім'я
Дружина ?.
Син Данило (нар. ? — пом. ?) — титулярний радник, український педагог.
Син Олександр (нар.1807 — пом.9 лютого 1884) — дійсний статський радник, український археолог, музеєзнавець.
Донька Анастасія (нар. 1808 — пом.1891), у шлюбі з Микитою Петровичем Неїловим.
Син Федір — колезький радник, у 1864 році — старший контролер-ревізор департаменту Державного казначейства.
Син Юхим (нар. 1810 — пом.1891) — надвірний радник, у 1857 році — старший завідувач підрозділу департаменту Державного казначейства, український археолог і поет.

## Зазначення
1. ↑  https://www.biografija.ru/biography/ljucenko-efim-petrovich.htm
2. 1 2  Словарь русских писателей XVIII века. Выпуск 2: К—П / под ред. А. М. Панченко — СПб: Наука, 1999. — С. 250–251. — ISBN 5-02-028095-X
3. ↑  Люценко, Александр Ефимович // Русский биографический словарь / под ред. Н. Д. Чечулин, М. Г. Курдюмов — СПб: 1914. — Т. 10. — С. 821–822.
4. ↑  Адрес-календарь г.1809 ч.1 С. 60(рос. дореф.)
5. ↑  Адрес-календарь г.1810 ч.1 С. 64(рос. дореф.)
6. ↑  Адрес-календарь г.1811 ч.1 С. 76(рос. дореф.)
7. ↑  Адрес-календарь г.1812 ч.1 С. 450 [Архівовано 26 грудня 2016 у Wayback Machine.](рос. дореф.)
8. ↑  Адрес-календарь г.1813 ч.1 С. 483 [Архівовано 26 грудня 2016 у Wayback Machine.](рос. дореф.)
9. ↑  Адрес-календарь г.1815 ч.1 С. 224 [Архівовано 26 грудня 2016 у Wayback Machine.](рос. дореф.)
10. ↑  Адрес-календарь г.1815 ч.1 С. 733 [Архівовано 26 грудня 2016 у Wayback Machine.](рос. дореф.)
11. ↑  Адрес-календарь г.1821 ч.1 С. 126(рос. дореф.)
12. ↑  Адрес-календарь г.1822 ч.1 С. 99(рос. дореф.)
13. ↑  Адрес-календарь г.1823 ч.1 С. 106(рос. дореф.)
14. ↑  Адрес-календарь г.1824 ч.1 С. 109(рос. дореф.)
15. ↑  Адрес-календарь г.1825 ч.1 С. 111(рос. дореф.)
16. ↑  Адрес-календарь г.1826 ч.1 С. 115 [Архівовано 27 грудня 2016 у Wayback Machine.](рос. дореф.)
17. ↑  Адрес-календарь г.1827 ч.1 С. 130(рос. дореф.)
18. ↑  Адрес-календарь г.1828 ч.1 С. 138 [Архівовано 26 грудня 2016 у Wayback Machine.](рос. дореф.)
19. ↑  Адрес-календарь г.1829 ч.1 С. 147 [Архівовано 26 грудня 2016 у Wayback Machine.](рос. дореф.)
20. ↑  Адрес-календарь г.1831 ч.1 С. 116 [Архівовано 27 грудня 2016 у Wayback Machine.](рос. дореф.)
21. ↑  Адрес-календарь г.1821 ч.1 С. 708 [Архівовано 26 грудня 2016 у Wayback Machine.](рос. дореф.)
22. ↑  Адрес-календарь г.1822 ч.1 С. 560 [Архівовано 27 грудня 2016 у Wayback Machine.](рос. дореф.)
23. ↑  Адрес-календарь г.1823 ч.1 С. 586 [Архівовано 8 лютого 2019 у Wayback Machine.](рос. дореф.)
24. ↑  Адрес-календарь г.1824 ч.1 С. 589 [Архівовано 27 грудня 2016 у Wayback Machine.](рос. дореф.)
25. ↑  Адрес-календарь г.1825 ч.1 С. 607 [Архівовано 26 грудня 2016 у Wayback Machine.](рос. дореф.)
26. ↑  Список кавалерам российских имп. и царских орденов... за 1849 год. — СПб : тип. К. Вингебера, 1850. — Т. 3. — С. 830.(рос. дореф.)
27. ↑  ЦГИА. Фонд 536. Опись 6 О внесении в дворянскую родословную книгу. 1791—1918. Спр. 1263 [Архівовано 7 грудня 2016 у Wayback Machine.](рос.)
28. 1 2  Боровкова В. Н. Коллекционеры и торговцы керченскими древностями. — Керч : ТзОВ «Керченська міська типографія», 1999. — С. 41. — (Древности Керчи) — 1000 прим.(рос.)
29. ↑  N-Неелова//GENI(рос.)